# 湄索
湄索（皇家轉寫：Mae Sot），是泰國西部的城市，位於達府 ，與緬甸苗瓦迪隔莫艾河相望。面積約為27.2平方公里，距首都曼谷約492公里。該市成立於2010年。

## 交通
- 泰緬友誼大橋
- 湄索機場

## 外部鏈接
- 湄索市政府 （页面存档备份，存于）